# Myles Turner
Myles Christian Turner (ur. 24 marca 1996 w Bedford) – amerykański koszykarz, występujący na pozycji środkowego, aktualnie zawodnik Milwaukee Bucks.
W 2014 wystąpił w meczu wschodzących gwiazd - Nike Hoop Summit oraz McDonald’s All-American. 
Turner został wybrany z 11. numerem w drafcie 2015 przez klub Indiana Pacers. Został wybrany Debiutantem Miesiąca (ang. Rookie of the Month) Konferencji Wschodniej za grę w lutym 2016.

## Osiągnięcia
Stan na 18 lutego 2024, na podstawie o ile nie zaznaczono inaczej.
NCAA
- Uczestnik turnieju NCAA (2015)
- Najlepszy pierwszoroczny zawodnik konferencji Big 12 (2015)[6]
- Zaliczony do:
  - I składu:
    - defensywnego Big 12 (2015)
    - najlepszych pierwszorocznych zawodników Big 12 (2015)

  - III składu Big 12 (2015)

NBA
- Zaliczony do II składu debiutantów NBA (2016)[7]
- Zwycięzca konkursu KIA Skills Challenge (2024)[8]
- Uczestnik Rising Stars Challenge (2017)[9]
- Lider:
  - sezonu regularnego w blokach (2019)
  - play-off w średniej bloków (2016)[10]

Reprezentacja
- Mistrz Ameryki U–18 (2014)
- Uczestnik mistrzostw świata (2019 – 7. miejsce)[11]